# 木暮正樹
木暮 正樹（きぐれ まさき、1962年6月18日 -）は、日本の実業家。ヒューマンネットワーク、およびめぶくグラウンドの代表取締社長を務める。東京大学教育学部卒業。

## 経歴
大学在学中の1985年に株式会社群馬データベースシステムに取締役として就任した。1987年に東京大学教育学部を卒業後、ヒューマンネットワーク株式会社を設立。その後、1988年に株式会社大洋データベースシステムの専務取締役就任。2004年に医療・介護ICTシステムの開発を行う株式会社レゾナ取締役に就任。2013年には株式会社リネイル執行役員に就任。2022年10月にめぶくグラウンド株式会社代表取締役社長に就任し、現在に至る。

## 人物
学生時代からITビジネスに携わり、大学卒業は多数の企業で経営者を歴任してきた。大学は都内だが、群馬県内で企業を起こしており、地域の活性化に貢献している。また、株式会社ジンズホールディングスの田中仁とともに、群馬県で開催されているIT・ビジネスコンテストに協賛している。また、めぶくアワードでは小川晶(前橋市長)、大森昭生(共愛学園前橋国際大学学長)、とともに講師を務める。